# فی ۴۸۲۰
سیارک ۴۸۲۰ (به انگلیسی: 4820 Fay، نامگذاری:1985RZ) چهار هزار و هشتصد و بیستمین سیارک کشف شده‌است که در ۱۵ سپتامبر ۱۹۸۵ کشف شد.
قدر مطلق سیارک برابر ۱۱٫۵۰ است.